# Sojuz TM-4
Sojuz TM-4 è la denominazione di una missione della navicella spaziale Sojuz T verso la stazione spaziale sovietica Mir. Si trattò del quarto volo di una navicella Sojuz verso la predetta stazione spaziale nonché dell'ottantesimo volo nell'ambito del programma Sojuz sovietico.

## Equipaggio
| Ruolo                  | Equipaggio al lancio                    | Equipaggio all'atterraggio                     |
| ---------------------- | --------------------------------------- | ---------------------------------------------- |
| Comandante             | Vladimir Titov, Roscosmos Secondo volo  | Anatolij Solov'ëv, Roscosmos Primo volo        |
| Ingegnere di volo      | Musa Manarov, Roscosmos Primo volo      | Viktor Savinych, Roscosmos Primo volo          |
| Cosmonauta Ricercatore | Anatolij Levčenko, Roscosmos Primo volo | Aleksandăr Aleksandrov, Intercosmos Primo volo |

### Equipaggio di riserva
| Ruolo                  | Equipaggio                  | Equipaggio                  |
| ---------------------- | --------------------------- | --------------------------- |
| Comandante             | Aleksandr Volkov, Roscosmos | Aleksandr Volkov, Roscosmos |
| Ingegnere di volo      | Aleksandr Kaleri, Roscosmos | Aleksandr Kaleri, Roscosmos |
| Cosmonauta Ricercatore | Aleksandr Šukin, Roscosmos  | Aleksandr Šukin, Roscosmos  |

## Missione
La quarta missione equipaggiata verso la stazione spaziale Mir si svolse principalmente per sostituire i due cosmonauti Romanenko ed Aleksandrov con Titov e Manarov. Anatolij Levčenko invece faceva parte del gruppo cosmonauti che si stavano addestrando per il Programma Buran, il famoso progetto di shuttle sovietico che non fu mai realizzato. Levčenko rientrò a terra insieme a Romanenko ed Aleksandrov a bordo della Sojuz TM-3.
Prima di lasciare la Mir, Romanenko ed Aleksandrov dimostrarono l'equipaggiamento per l'attività extraveicolare in dotazione a bordo della stazione spaziale stessa. Il nuovo equipaggio della Mir invece si dedicò principalmente all'esecuzione di esperimenti di carattere biologico, compiendo diversi collaudi di nuove apparecchiature. Le stesse vennero posizionate all'interno del modulo della Mir denominato Kvant. Inoltre venne eseguita, ancora prima della partenza della Sojuz TM-3, una simulazione di un'emergenza a bordo della Mir che richiedeva l'evacuazione immediata della stazione. La simulazione riuscì perfettamente.
Titov e Manarov si dedicarono successivamente all'osservazione astronomica, in particolar modo di diverse galassie e di gruppi stellari – impegnando particolarmente il telescopio a raggi ultravioletti del quale il modulo Kvant era dotato. Eseguirono una serie di registrazione di immagini fotografiche, le quali richiedevano un tempo di esposizione superiore agli otto minuti. Durante questi periodi ogni qualsiasi minuscolo movimento dei due cosmonauti avrebbe potuto condizionare il risultato della registrazione fotografica. Il risultato comunque diede ragione ai cosmonauti, i quali erano riusciti a dimostrare, che anche nello stato di assenza di forza di gravità può essere possibile fermare tutti i movimenti inutili che potrebbero causare delle oscillazioni.

## Ulteriori dati di volo
- Denominazione Astronomica Internazionale: 1987-104

I parametri sopra elencati indicato i dati pubblicati immediatamente dopo il termine della fase di lancio. Le continue variazioni ed i cambi di traiettoria d'orbita sono dovute alle manovre di aggancio. Pertanto eventuali altre indicazioni risultanti da fonti diverse sono probabili ed attendibili in considerazione di quanto descritto.